# Omloop Het Nieuwsblad 2024
De wielerwedstrijd Omloop Het Nieuwsblad vond in 2024 plaats op zaterdag 24 februari. Voor de mannen was het de 79e editie die op de kalender stond (en de 77e die werd verreden) en voor de vrouwen was het de negentiende editie. De ploegen van beide koersen werden voorgesteld in het Kuipke in Gent, waarna de officiële start volgde in Merelbeke. De finish lag wederom in Ninove.

## Mannen
De koers die deel uitmaakte van de UCI World Tour-kalender van 2024 werd gewonnen door de Sloveen Jan Tratnik die daarmee de Nederlander Dylan van Baarle opvolgde op de erelijst. 

### Wedstrijdverloop
Na tien kilometer ontsnapten negen renners die een voorsprong van vijf minuten haalden. Op 130 kilometer van de meet versnelde het peloton, waardoor het in stukken brak en er een groep van slechts 23 renners overbleef. Deze groep rekende de kopgroep in op de kasseistrook van de Lange Munte. Een tweede peloton volgde op een minuut.
Op de Wolvenberg, 50 kilometer van de finish, werd onder impuls van Matteo Jorgenson, Wout van Aert en Christophe Laporte (Team Visma-Lease a Bike) een kopgroep van zeven renners gevormd. De Visma's kregen gezelschap van Arnaud De Lie (Lotto Dstny), Tom Pidcock (INEOS Grenadiers), Toms Skujiņš (Lidl-Trek) en Gianni Moscon (Soudal Quick-Step). Moscon moest even later lossen op de kasseien van de Jagerij.
Skujiņš liet zijn goede benen zien op de Molenberg en de Berendries, maar hij kwam niet weg. Hierna probeerden de Visma's hem kwijt te raken door om de beurt aan te vallen. Op 21 kilometer voor het einde sloeg Jorgenson een gat en hij begon met 20 seconden voorsprong aan de Muur van Geraardsbergen. Op de Muur moest Pidcock lossen. Tim Wellens (UAE Team Emirates) sprong er uit het peloton en sloot bij de kopgroep aan.
Op de Bosberg trok Iván García (Movistar Team) weer alles samen en ontstond een nieuwe kopgroep van 15 renners. Dankzij aansluiting van Dylan van Baarle, de winnaar van vorig jaar, en Jan Tratnik, had Visma-Lease a Bike opnieuw een overwicht. Vlak na de berg, met nog 9 kilometer te gaan, reed Tratnik op z'n Zoetemelks weg vanaf de kop. Alleen Nils Politt (UAE Team Emirates) demarreerde achter hem aan. Samen bleven ze het uiteindelijk 33 man sterke peloton voor. Tratnik won de sprint om de zege en Van Aert de pelotonsprint.

### Uitslag
| Plaats  | Naam               | Ploeg                           | tijd     |
| ------- | ------------------ | ------------------------------- | -------- |
| Winnaar | Jan Tratnik        | Team Visma-Lease a Bike         | 4u31'28" |
| 2       | Nils Politt        | UAE Team Emirates               | + 3"     |
| 3       | Wout van Aert      | Team Visma-Lease a Bike         | + 8"     |
| 4       | Oliver Naesen      | Decathlon AG2R La Mondiale Team | z.t.     |
| 5       | Christophe Laporte | Team Visma-Lease a Bike         | z.t.     |
| 6       | Laurenz Rex        | Intermarché-Wanty               | z.t.     |
| 7       | Jasper Stuyven     | Lidl-Trek                       | z.t.     |
| 8       | Tom Pidcock        | INEOS Grenadiers                | z.t.     |
| 9       | Matteo Trentin     | Tudor Pro Cycling Team          | z.t.     |
| 10      | Arnaud De Lie      | Lotto Dstny                     | z.t.     |
| 11      | Pierre Gautherat   | Decathlon AG2R La Mondiale Team | z.t.     |
| 12      | Tim Wellens        | UAE Team Emirates               | z.t.     |
| 13      | Mike Teunissen     | Intermarché-Wanty               | z.t.     |
| 14      | Alexander Kristoff | Uno-X Mobility                  | z.t.     |
| 15      | Iván García        | Movistar Team                   | z.t.     |
| 16      | Stefan Küng        | Groupama-FDJ                    | z.t.     |
| 17      | Jenthe Biermans    | Arkéa-B&B Hotels                | z.t.     |
| 18      | Gianni Vermeersch  | Alpecin-Deceuninck              | z.t.     |
| 19      | Dries De Bondt     | Decathlon AG2R La Mondiale Team | z.t.     |
| 20      | Alex Kirsch        | Lidl-Trek                       | z.t.     |

## Vrouwen
De koers was onderdeel van de UCI Women's World Tour editie van 2024. Marianne Vos won bij haar eerste deelname, voor de winnares van vorig jaar Lotte Kopecky.

### Wedstrijdverloop
Na de start volgde een vroege ontsnapping door de Braziliaanse kampioene Ana Vitoria Magalhaes (BePink-Bongioanni), Rotem Gafinovitz (Hess Cycling Team) en Marieke de Groot (Proximus-Cyclis CT). Marieke Meert (VolkerWessels) en Maaike Coljé (Arkéa-B&B Hotels) sloten niet veel later aan. Zij namen een voorsprong van maximaal zeven minuten.
Elisa Longo Borghini ontsnapte uit een door twee valpartijen verbrokkeld peloton op de Haaghoek, zo'n 35 kilometer voor het einde. Op 27 kilometer van de aankomst passeerde ze de kopgroep. Op 20 seconden werd ze gevolgd door een groep met favorieten, waaronder  Lotte Kopecky, Demi Vollering en Lorena Wiebes van Team SD Worx-Protime, Katarzyna Niewiadoma (Canyon//SRAM Racing), Thalita de Jong (Lotto Dstny) en Puck Pieterse (Fenix-Deceuninck).
Op de Muur van Geraardsbergen ging Kopecky in de aanval. Alleen Marianne Vos, de achterhaalde Longo Borghini en Shirin van Anrooij konden haar volgen. Op de Bosberg viel Kopecky opnieuw aan. Longo Borghini moest even lossen, maar kwam er in de afdaling weer bij. Op weg naar de meet probeerden Longo Borghini en Van Anrooij om beurten weg te komen, maar dat lukte niet. In de eindsprint versloeg Vos Kopecky. Longo Borghini werd derde.

### Deelnemende ploegen
Vijfentwintig ploegen gingen van start, waarvan veertien uit de World Tour en elf continentale ploegen. 

### Uitslag
| Plaats  | Naam                         | Ploeg                     | tijd     |
| ------- | ---------------------------- | ------------------------- | -------- |
| Winnaar | Marianne Vos                 | Visma-Lease a Bike        | 3u27'15" |
| 2       | Lotte Kopecky                | Team SD Worx-Protime      | z.t.     |
| 3       | Elisa Longo Borghini         | Lidl-Trek                 | z.t.     |
| 4       | Shirin van Anrooij           | Lidl-Trek                 | z.t.     |
| 5       | Thalita de Jong              | Lotto Dstny               | + 1'08"  |
| 6       | Demi Vollering               | Team SD Worx-Protime      | z.t.     |
| 7       | Katarzyna Niewiadoma         | Canyon//SRAM Racing       | z.t.     |
| 8       | Puck Pieterse                | Fenix-Deceuninck          | z.t.     |
| 9       | Lorena Wiebes                | Team SD Worx-Protime      | + 1'53"  |
| 10      | Elisa Balsamo                | Lidl-Trek                 | + 2'08"  |
| 11      | Emma Cecilie Norsgaard Bjerg | Movistar Team             | z.t.     |
| 12      | Sarah Roy                    | Cofidis                   | z.t.     |
| 13      | Pfeiffer Georgi              | Team DSM-Firmenich PostNL | z.t.     |
| 14      | Karlijn Swinkels             | UAE Team ADQ              | z.t.     |
| 15      | Christina Schweinberger      | Fenix-Deceuninck          | z.t.     |
| 16      | Victoire Berteau             | Cofidis                   | z.t.     |
| 17      | Ruby Roseman-Gannon          | Liv AlUla Jayco           | z.t.     |
| 18      | Marthe Goossens              | AG Insurance-Soudal       | z.t.     |
| 19      | Christine Majerus            | Team SD Worx-Protime      | z.t.     |
| 20      | India Grangier               | Team Coop-Repsol          | z.t.     |

1945 · 1946 · 1947 · 1948 · 1949 · 1950 · 1951 · 1952 · 1953 · 1954 · 1955 · 1956 · 1957 · 1958 · 1959 · 1960 · 1961 · 1962 · 1963 · 1964 · 1965 · 1966 · 1967 · 1968 · 1969 · 1970 · 1971 · 1972 · 1973 · 1974 · 1975 · 1976 · 1977 · 1978 · 1979 · 1980 · 1981 · 1982 · 1983 · 1984 · 1985 · 1986 · 1987 · 1988 · 1989 · 1990 · 1991 · 1992 · 1993 · 1994 · 1995 · 1996 · 1997 · 1998 · 1999 · 2000 · 2001 · 2002 · 2003 · 2004 · 2005 · 2006 · 2007 · 2008 · 2009 · 2010 · 2011 · 2012 · 2013 · 2014 · 2015 · 2016 · 2017 · 2018 · 2019 · 2020 · 2021 · 2022 · 2023 · 2024 · 2025
Tour Down Under ·
Great Ocean Road Race ·
Ronde van de Verenigde Arabische Emiraten ·
Omloop Het Nieuwsblad ·
Strade Bianche ·
Parijs-Nice · 
Tirreno-Adriatico · 
Milaan-San Remo ·
Ronde van Catalonië ·
Classic Brugge-De Panne ·
E3 Saxo Classic ·
Gent-Wevelgem ·
Dwars door Vlaanderen ·
Ronde van Vlaanderen ·
Ronde van het Baskenland ·
Parijs-Roubaix ·
Amstel Gold Race ·
Waalse Pijl ·
Luik-Bastenaken-Luik ·
Ronde van Romandië ·
Eschborn-Frankfurt ·
Ronde van Italië ·
Critérium du Dauphiné ·
Ronde van Zwitserland ·
Ronde van Frankrijk ·
Clásica San Sebastián ·
Ronde van Polen ·
Bretagne Classic ·
BEMER Cyclassics ·
Renewi Tour ·
Ronde van Spanje ·
GP van Quebec ·
GP van Montreal ·
Ronde van Lombardije ·
Ronde van Guangxi
Tour Down Under ·
Cadel Evans Great Ocean Road Race ·
Ronde van de Verenigde Arabische Emiraten ·
Omloop Het Nieuwsblad ·
Strade Bianche ·
Ronde van Drenthe ·
Trofeo Alfredo Binda-Comune di Cittiglio ·
Brugge-De Panne ·
Gent-Wevelgem ·
Ronde van Vlaanderen ·
Parijs-Roubaix ·
Amstel Gold Race ·
Waalse Pijl ·
Luik-Bastenaken-Luik ·
Ronde van Spanje ·
Ronde van het Baskenland ·
Ronde van Burgos ·
RideLondon Classic ·
Ronde van Groot-Brittannië ·
Ronde van Zwitserland ·
Ronde van Italië ·
Ronde van Frankrijk ·
GP de Plouay-Bretagne ·
Ronde van Romandië ·
Simac Ladies Tour ·
Ronde van Chongming ·
Ronde van Guangxi
Afgelaste wedstrijden: Ronde van Scandinavië